# Município de Benton (condado de Hocking, Ohio)
Localização do Ohio nos E.U.A.
O município de Benton (em inglês: Benton Township) é um município localizado no condado de Hocking no estado estadounidense de Ohio. No ano 2010 tinha uma população de 803 habitantes e uma densidade populacional de 8,2 pessoas por km².

## Geografia
O município de Benton encontra-se localizado nas coordenadas 39° 24′ 24″ N, 82° 33′ 08″ O. Segundo a Departamento do Censo dos Estados Unidos, o município tem uma superfície total de 97.88 km², da qual 97,7 km² correspondem a terra firme e (0,18 %) 0,17 km² é água.

## Demografia
Segundo o censo de 2010, tinha 803 pessoas residindo no município de Benton. A densidade de população era de 8,2 hab./km².